# Iris acutiloba
Iris acutiloba là một loài thực vật có hoa trong họ Diên vĩ. Loài này được C.A.Mey. miêu tả khoa học đầu tiên năm 1831.
Nó là một loại cây thân rễ lâu năm, từ những ngọn núi của vùng Kavkaz và được tìm thấy ở Thổ Nhĩ Kỳ, Armenia, Azerbaijan, Turkmenistan, Dagestan ở Bắc Kavkaz và Iran. Đây là một loài lùn, có lá hẹp, hình chim ưng hoặc cong, nó có một bông hoa vào mùa xuân hoặc đầu mùa hè, có các màu từ kem, trắng kem, trắng, nâu nhạt, xám nhạt, đến tím nhạt. Nó có nhiều gân hoặc sọc và nhọn, với 2 đốm đen và râu ngắn màu nâu, tím, tím đậm hoặc đen. Nó được trồng làm cây cảnh ở vùng ôn đới. Có hai phân loài, Iris acutiloba subsp. subolata và Iris acutiloba. longitepala.